# حمام موسى
حمام موسى وتسمى أحياناً حمامات موسى هي ينابيع مياة كبريتية ومنتجع استشفاء يقع على بعد ثمانية كيلو متراً شمال مدينة الطور وتابع لها على ساحل خليج السويس، وتتدفق مياهه من خمسة عيون كبريتية تصب في حمام على شكل حوض محاط بمبنى وتفيد مياهه الكبريتية التي تقرب درجة حرارتها من 37 درجة مئوية في شفاء العديد من الأمراض الروماتيزمية والجلدية.
ينسب لنبي الله موسى بعد أن جاوز بني إسرائيل البحر قاصدين بلاد الشام، وتعتبر منطقة حمام موسى اليوم من معالم السياحة العلاجية المميزة بجنوب سيناء. 
ويتكون الحمام من مساحات خضراء كبيرة ويوجد به قُبة أسفلها الحمام نفسه، وهناك 3 حمامات صغيرة للأطفال، وحديقة لتربية النعام وكافتريا بأعلى الجبل

## محتوى المكان

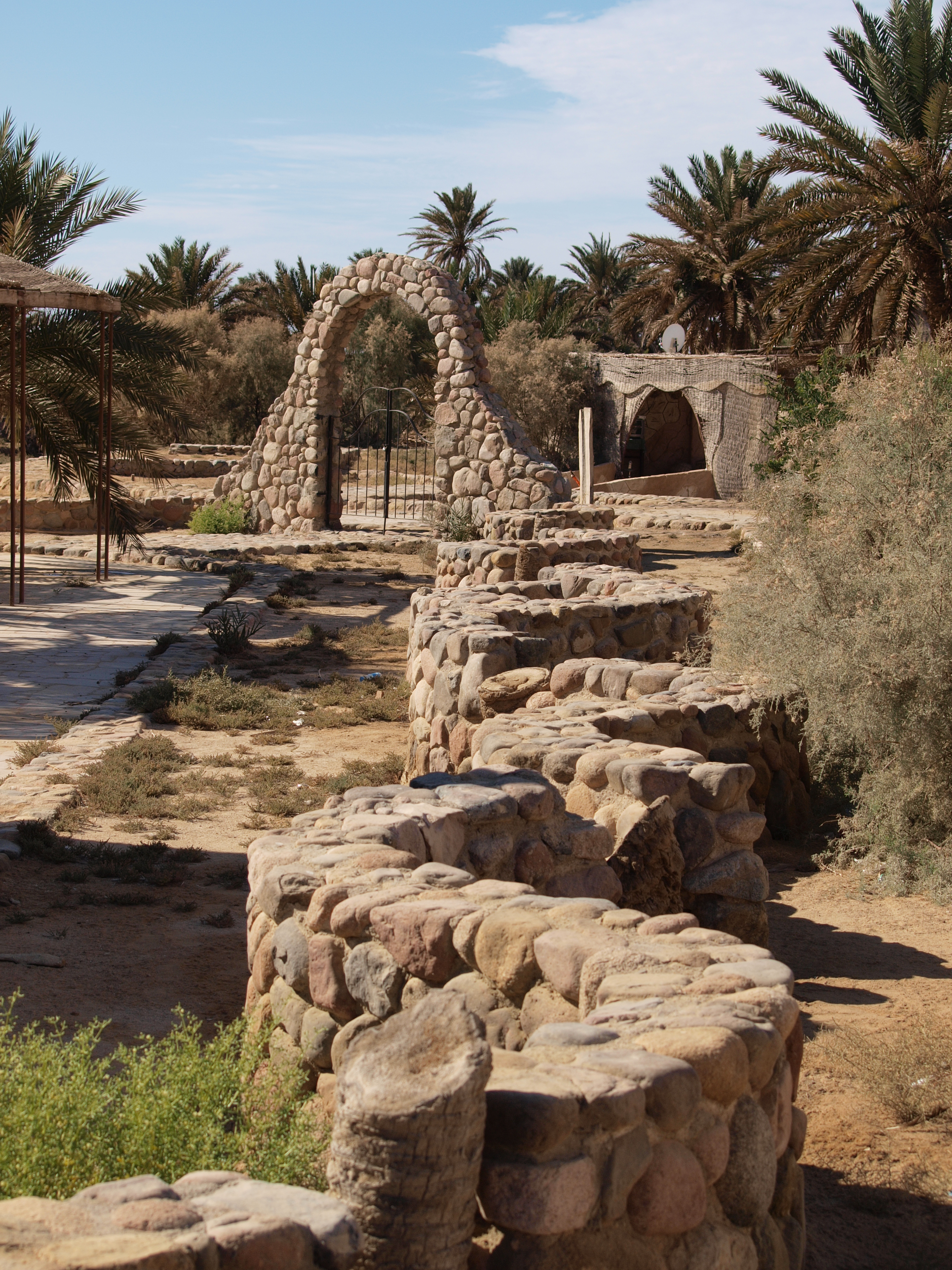
بوابة حمام موسى المصنوعة من الأحجار

### البوابة الرئيسية
مبنية من الحجارة الغشيمة والصخور الصغيرة الطبيعية مختلفة الألوان، وتعلوا البوابة الرئيسية فوق سطح الأرض نحو 12 متراً منقوش عليها "حمام موسى"، وعلى يسار البوابة مباشرة حديقة من النخيل منها الصغيرة والعالية، وبها بعض الأشجار الطبيعية التي جعلت للمكان رونقاً وبهاءً، وقفت لبرهة ألتقط بعض الصور الفوتوغرافية الجميلة بها وتجولت داخل الغابة الجميلة، وعلى بعد 300 متراً من البوابة لافتة مكتوب عليها " منطقة حمام موسى، دخول المصريين 5 جنيهات، دخول الأجانب 25 جنيهاً، وخلف اللافتة حديقة مخصصة لطائر النعام كبيرة، قيل أنها كانت تحوي على أكثر من 15 نعامة، لقوا حتفهم جميعاً واحدة تلو الأخرى على مرّ الأيام وظلَّت واحدة فقط موجودة داخل مبيت لها مُعد من الشاش القُماشي يشبه الصوب الزراعي المظلم الذي يستخدم للشتلات الزراعية، ويقول أحد القائمين على حديقة النعام أن هذه النعامة تعيش وحدها في هذا المكان وهي شبه مريضة لعدم وجود الرعاية الكاملة لها ويناشد المسئولين المهتمين بسرعة انقاذها، ولا أعتقد أنها حية الآن ربما تكون قد لقيت حتفها هي الأخرى ! 

### مبنى الحمام
وعلى بعد 30 متراً من اللافتة داخل ساحة الحمام كافيتيريا صغيرة تقدم بعض المأكولات السريعة والمشروبات، وأمام الكافيه الصغير حمام سباحة كبير مبني من الصخور الصغيرة تأتيه المياه عن طريق مواتير ضخ للمياه من الحمام نفسه ويحتوي على ثلاث حمامات سباحة دائرية بداخل بعضهما، وحول الحمام مظلات خشبية دائرية الشكل مخصصة لزائرين المكان، وتدخل المياه للحمامات الثلاثة سالفة الذكر من منفذ حائط صخري مبني من الصخور تسيل المياه عليه عن طريق مواتير ضخ من سفح الجبل مباشرة إلى الحمامات، ويوجد في محيط المكان ثلاث بنايات دائرية الشكل مغلقة يصل طولها نحو 4 أمتار لكل منها، قيل أنها كانت ينابيع مياه طبيعية، ولما توقف تدفق المياه منها أقامت هيئة الآثار المصرية بنايات مغلقة عليها، وخارج كل بناية منهما لافتات مكتوب عليها قصة سيدنا موسى عليه السلام مع هذا المكان، وعلى بعد 20 متراً تقريباً من حمامات السباحة يتواجد قبة الحمام نفسه وهو المنبع الوحيد الذي يغذي جميع الحمامات السابقة، وتخرج مياهه من سفح جبل موسى، ولهذه القبة بابين للدخول والخروج بجانب بعضهما ويتجهان الاثنان غرباً نحو شاطيء خليج السويس، كما تحوي القبة على عدة منافذ صغيرة مربعة الشكل للتهوية، ويتخذ المبنى شكلاً دائرياً مبنياً من الأحجار الصخرية ذات الألوان المختلفة، وأسفل القبة مباشرة بئر الحمَّام نفسه الذي يصل عمقهُ نحو مترين إلى الأسفل، مياهه دافئة نابعة من سفح جبل حمام موسى مباشرة، ويقوم الزائرين بالاستحمام بداخلها للشفاء من الأمراض الروماتزمية.

### جبل حمام موسى وكافيه الجبل
ويعلوا ساحة الحمام كافيه الجبل الذي يعتلي قمة الجبل نفسه الذي تنبع منه المياه الكبريتية، وللكافية طريق اسفلتي متسع تصعد من خلاله السيارات القادمة لزيارة المنطقة من الخارج إلى أن تصل إلى بوابة الكافيه الرئيسية الخارجية، وللصعود إلى الجبل طريق آخر مُعد من السلالم الصخرية المنحوتة بالجبل ويبدأ من خلف قبة الحمام أسفل الجبل وتسير سلالم الصعود متعرجة حول الجبل محاطة بجوانب ملتصقة به مبنية من الصخور الصغيرة يحميها جوانب حديدية يميناً ويساراً تحوي على أعمدة حديدية للإنارة ليلاً وفي نهاية السلالم حيث القمة «كافيه الجبل» الشهير الذي يقدم المشروبات الباردة والدافئة للزائرين مع توافر بعض الوجبات السريعة أيضاً، والصاعد أعلى الجبل يرى بوضوح ساحة حمام موسى وشاطئ خليج السويس بالأسفل كاملة، وتحاط ساحة الحمام بسور مبني من الصخور الصغيرة يعلو نحو مترين فوق الأرض، وتحوي الحديقة على أشجار كثيفة للنخيل التي أضافت للمنطقة بالكامل جمالاً وزينة، والمكان بالكامل آمن فلا وجود لحيوانات ضالة أو غير أليفة في محيط المكان. 

## أهميته السياحية
هذا ويتوافد يومياً إلى هذا المكان السياحي العشرات من السائحين الأجانب القادمين من الخارج والمصريين المقيمين بداخل مصر والذي يعد ضمن الرحلات الروحانية التي تقام عبر المؤسسات السياحية المصرية والخارجية.